# Atrichopogon dorsalis
Atrichopogon dorsalis är en tvåvingeart som beskrevs av Tokunaga 1940. Atrichopogon dorsalis ingår i släktet Atrichopogon och familjen svidknott. Inga underarter finns listade i Catalogue of Life.